# Лизозома
Лизозомата е клетъчен органел, който е ограден от цитоплазмата с една фосфолипидна мембрана. В лизозомите се съдържат около 50 различни вида ензими, които участват в смилането на различни продукти попаднали в клетката от външната среда.
Особено много лизозоми има в белите кръвни клетки от различни класове, които участват в неспецифичния имунен отговор на организма. Открити са от Кристиан дьо Дюв в началото на 50-те год на 20 век.
Лизозомите биват два вида: първични и вторични. Първичните са новосинтезирани органели от Апарата на Голджи (Комплекс на Голджи) и все още не са имали контакт с продукт за разграждане. Вторичните лизозоми вече са имали контакт. В тяхната вътрешност могат да се открият остатъци от различни вещества, включително и части от органели на собствената клетка, които са били разградени. Лизозомите са особено много във фагоцитите.
Лизозомите са органоиди и на вътрешната мембранна система на клетката, изпълняваща литични функции те участват в смилането на екзогенните вещества и в елиминирането на отделни вътреклетъчни части (автофагия). Имат кълбовидна, яйцевидна форма и големина от 0,1 до 0,8 μm.
Изградени са от гранулирана елекртонноплътна маса, наречена матрикс обграден от двуслойна мембрана, която за разлика от митохондриалната не образува кристи. Гранулираната вътрешност на лизозомите съдържа голям брой хидролитични ензими, между които значително място заема киселата–фосфатаза, която се смята като маркер на лизозомите. Лизозомите съдържат и други ензими – нуклеази, фосфопротеинфосфатаза и др. Количеството на хидролазите в лизозомите е огромно. Лизозомите извършват и самоунищожение на клетките. Някои автори използват автолизис вместо апоптоза и двете означават самоунищожение. Лизозомите се подразделят на първични и вторични. Първични лизозоми – Те са изградени от фино гранулиран плътен матрикс. Образуват се от периферните издути части на цистерните на апарата на Голджи. Първичните лизозоми не са активни, защото се съдържа субстрат (чужд белтък, бактерии и др.) Вторичните лизозоми са активни, затова в тях често се срещат полусмлени или неразтворени остатъци от чужди вещества или собствени вещества от метаболизма на клетката. Вторичните лизозоми се подразделят на:
- Смилателни вакуоли
- Автолизозоми
- Щитоергозоми
- Мултивезикуларни телца
- Телозомни (остатъчни телца)

## Функция на лизозомите
Когато „остареят“, част от органелите на клетката (митохондрии, едноплазмените ретикулуми) се елиминират, като първоначално се ограждат от каналчета на ендоплазмения ретикулум, изпълнени с много хидролитични ензими). Това явление се нарича автофагия. Когато съдържанието в автолизозомите, респективно в цитосегрезомите се разгради под действието на хидролит, ензими(и след като част от смлените вещества се използват от клетката), остават крайни образувания – телолизоми – веществата от които се изхвърлят от клетката след преработка. Лизозомите (автолизозомите и цитосегрезомите) извършват и автолиаз (според някои автори понятието е апоптоза) на клетката, ако тя е увредена. Лизозомите имат и друга функция – модификация на клетъчни продукти. Например в клетките на щитовидната жлеза едноплазменият ретикулум синтезира тироглобулин (белтък – предшественик на тироидния хормон). След секрецията на тироглубина от едноплазмения ретикулум, последният се слива с първичните лизозоми, хидлолитичните ензими на които го трансформират в тироиден хормон, който след това се извежда в кръвния поток. Според съвременните представи лизозомният апарат се е развил като специализирана част на катаболитната система на цитоплазмата с широка функционална пластичност.